# Kiko Yokota
Kiko Yokota (横田葵子?, Yokota Kiko; Tokyo, 11 maggio 1997) è una ginnasta giapponese.

## Biografia
Yokota ha fatto parte della squadra giapponese che ha vinto la medaglia di bronzo nei 5 nastri ai Mondiali di Stoccarda 2015. In seguito ha partecipato alle Olimpiadi di Rio de Janeiro 2016, ottenendo con il Giappone l'ottavo posto nella finale del concorso a squadre.

## Palmarès
- Campionati mondiali di ginnastica ritmica

Stoccarda 2015: bronzo nei 5 nastri.
Pesaro 2017: argento nelle 3 palle / 2 funi, bronzo nei 5 cerchi e nell'all-around.
Sofia 2018: argento nei 5 cerchi.
Baku 2019: oro nelle 5 palle, argento nell'all-around e nei 3 cerchi / 4 clavette.